# Толоконніков Олександр Сергійович
Толоконніков Олександр Сергійович (нар. 21 вересня 1982, Дніпро, Дніпропетровська область) — український медійний та громадський діяч, журналіст, фотограф, державний службовець, заступник начальника Херсонської обласної державної адміністрації з 27 червня 2025 року.

## Життєпис
Народився 21 вересня 1982 року у м. Дніпро, Дніпропетровська область, Україна.
У 2011 році закінчив Криворізький економічний інститут Київського національного економічного університету імені Вадима Гетьмана за спеціальністю «Правознавство».
Маючи активну громадянську позицію, бере участь у Революціі гідності.
У 2013 році стає співзасновником ГО «Українська фундація розвитку громад».
2014—2015 — редактор у телерадіокомпанії "Українсько-польське радіо та телебачення «Співдружність».
2018—2019 — працює за кордоном, у компаніях зі створення графічного та медійного контенту.
У 2020 році стає співзасновником ТОВ "Центр міжнародних комунікацій «Цедеіпс».
З 2023 року по червень 2025 року— начальник управління внутрішньої та інформаційної політики Херсонської обласної державної адміністрації.
З 27 червня 2025 року —  заступник начальника Херсонської обласної державної адміністрації з питань цифрового розвитку, інформаційної політики, міжнародної співпраці та координації міжнародної технічної допомоги..
З початку повномасштабного вторгнення документує та фільмує злочини росіян та хід війни. Один із постійних спікерів телемарафону «Єдині новини», дає коментарі міжнародним виданням. Фотовиставки Олександра Толоконнікова експонуються в Україні та за її межами.

## Нагороди та відзнаки
- 2023 — Відзнака командувача оперативного угруповання військ «Херсон»[13].
- 2023 — Почесна грамота Верховної Ради України[14].
- 2024 — орден «За заслуги» III ступеня[15].